# Прохоровка (Тульская область)
Прохоровка — деревня в Тульской области России.
В рамках административно-территориального устройства является центром Прохоровского сельского округа Новомосковского района, в рамках организации местного самоуправления включается в муниципальное образование город Новомосковск со статусом городского округа.

## География
Расположена реке Шат, у северной окраины города Новомосковска.
На западе примыкает к деревне Грицово.

## Население
| 2010 |
| ---- |
| 22   |